# Горизонт событий
Горизо́нт собы́тий — граница в астрофизике, за которой события не могут повлиять на наблюдателя.
Этот термин был введен Вольфгангом Риндлером.
В 1784 году Джон Мичелл предположил, что вблизи компактных массивных объектов гравитация может быть настолько сильной, что даже свет не может ее преодолеть. В то время доминировали ньютоновская теория гравитации и так называемая Корпускулярная теория света. Согласно этим теориям, если вторая космическая скорость у объекта превышает скорость света, то свет, уходящий от него, может временно отдалиться, но в итоге вернется обратно. В 1958 году Дэвид Финкельштейн использовал общую теорию относительности, чтобы ввести более строгое определение локального горизонта событий чёрной дыры как границы, за которой события любого рода не могут повлиять на стороннего наблюдателя. Это привело к информационному парадоксу и парадоксу файрвола, которые побудили пересмотреть концепцию локальных горизонтов событий и понятие чёрной дыры. Впоследствии было разработано несколько теорий, как с горизонтом событий, так и без него. Стивен Хокинг, который был одним из ведущих разработчиков теорий для описания чёрных дыр, предложил использовать Видимый горизонт вместо горизонта событий, заявив, что «гравитационный коллапс создает видимые горизонты, а не горизонты событий». В конце концов он пришел к выводу, что «отсутствие горизонта событий означает отсутствие чёрных дыр — в смысле конструкций, из которых свет не может уйти в бесконечность». Это не означает отрицания существования чёрных дыр, это просто выражает недоверие к традиционному строгому определению горизонта событий. 
Любой объект, приближающийся к горизонту со стороны наблюдателя, кажется замедляющимся и никогда полностью не пересекающим горизонт. Из-за гравитационного красного смещения его изображение со временем краснеет и слабеет по мере приближения к горизонту.
В расширяющейся Вселенной скорость расширения достигает и даже превышает скорость света, что препятствует передаче сигналов в некоторые регионы. Космический горизонт событий — это реальный горизонт событий, потому что он влияет на все виды сигналов, включая гравитационные волны, которые распространяются со скоростью света.
Более конкретные типы горизонтов включают связанные, но различные видимые и абсолютные горизонты, обнаруженные вокруг чёрной дыры. Другие отдельные типы включают горизонты Коши и Киллинга; фотонные сферы и эргосферы решения Керра; горизонты частиц и космологические горизонты, относящиеся к космологии; а также изолированные и динамические горизонты, важные в текущих исследованиях чёрных дыр.

## Космический горизонт событий
В космологии горизонт событий наблюдаемой Вселенной — это самое большое сопутствующее расстояние, с которого излучаемый сейчас свет может когда-либо достичь наблюдателя в будущем. Он отличается от горизонта частиц, который представляет собой наибольшее сопутствующее расстояние, с которого свет, излучаемый в прошлом, может достичь наблюдателя в данный момент. Для событий, происходящих за пределами этого расстояния, свету не хватает времени, чтобы достичь нашего местоположения, даже если он был излучен в момент возникновения Вселенной. Эволюция горизонта частиц со временем зависит от характера расширения Вселенной. При некоторых характеристиках расширения будут существовать никогда не наблюдаемые части Вселенной, независимо от того, как долго наблюдатель ждёт прихода света из этих регионов. Граница, за которой события никогда не могут наблюдаться, — это горизонт событий, и он представляет собой максимальную протяжённость горизонта частиц.
Критерий для определения существования горизонта частиц для Вселенной следующий. Введём сопутствующее расстояние dp как
{\displaystyle d_{p}=\int _{0}^{t_{0}}{\frac {c}{a(t)}}\,dt.}
В этом уравнении a - масштабный коэффициент, c - скорость света, t0 - возраст Вселенной. Если dp → ∞ (т.е. точки произвольно удалены, насколько это возможно для наблюдения), то горизонт событий не существует. Если dp ≠ ∞, то горизонт существует.
Примерами космологических моделей без горизонта событий являются вселенные, в которых преобладает материя или излучение. Примером космологической модели с горизонтом событий является вселенная, в которой преобладает космологическая постоянная (вселенная де Ситтера).
Расчёт скоростей космологических горизонтов событий и частиц дан в статье о космологической модели Фридмана, в которой Вселенная аппроксимируется как состоящая из невзаимодействующих компонентов, каждая из которых представляет собой идеальную жидкость.

## Горизонт событий чёрной дыры
| Вдали от чёрной дыры частицы могут двигаться в любом направлении. Они ограничены только скоростью света.                                                               |
| Ближе к чёрной дыре пространство-время начинает деформироваться. В некоторых системах координат путей, идущих к чёрной дыре, больше, чем путей, идущих от чёрной дыры. |
| Внутри горизонта событий все пути ведут частицы в центр чёрной дыры. Не существует способа для частиц выйти из чёрной дыры.                                            |

Один из самых известных примеров горизонта событий содержится в описании чёрной дыры в общей теории относительности. Чёрная дыра - космический объект, настолько плотный, что никакое рядом находящееся вещество или излучение не может выйти из его гравитационного поля. Часто это описывается как граница, в пределах которой вторая космическая скорость чёрной дыры превышает скорость света. Однако более детальное описание состоит в том, что в пределах этого горизонта все светоподобные пути (пути, по которым может пройти свет) и, следовательно, все пути частиц искривлены в световых конусах будущего в пределах горизонта так, что ведут в чёрную дыру. Как только частица оказывается внутри горизонта, движение в чёрную дыру так же неизбежно, как и движение вперед во времени - независимо от того, в каком направлении движется частица. Эти движения можно рассматривать как эквивалент друг друга, в зависимости от используемой системы координат пространства-времени.
Энергия, возможно, может покидать чёрную дыру посредством т. н. излучения Хокинга, представляющего собой квантовый эффект. Если это так, истинные горизонты событий в строгом смысле у сколлапсировавших объектов в нашей Вселенной не формируются. Тем не менее, так как астрофизические сколлапсировавшие объекты — это классические системы, точность их описания классической моделью чёрной дыры достаточна для всех мыслимых астрофизических приложений.
Поверхность, определяемая радиусом Шварцшильда, действует как горизонт событий невращающегося тела, которое находится внутри этого радиуса (хотя вращающаяся чёрная дыра работает несколько иначе). Радиус Шварцшильда объекта пропорционален его массе. Теоретически любое количество материи станет чёрной дырой, если эту материю сжать в объем, который вписывается в соответствующий радиус Шварцшильда. Для массы Солнца этот радиус составляет примерно 3 километра, а для Земли — около 9 миллиметров. На практике, однако, ни Земля, ни Солнце не обладают необходимой массой и, следовательно, необходимой гравитационной силой для преодоления давления вырожденного электронного и нейтронного газа. Минимальная масса, необходимая для того, чтобы звезда могла коллапсировать за пределами этих давлений, соответствует пределу Оппенгеймера–Волкова, который составляет примерно три массы Солнца.
Согласно фундаментальным моделям гравитационного коллапса горизонт событий формируется раньше сингулярности чёрной дыры. Если все звезды в Млечном Пути будут постепенно группироваться в центре Галактики, сохраняя при этом пропорциональные расстояния друг от друга, все они попадут в их общий радиус Шварцшильда задолго до столкновения. Наблюдатели в галактике, окруженной горизонтом событий, будут жить нормально вплоть до коллапса в далеком будущем.
О горизонте событий чёрной дыры существует широко распространённое заблуждение. Частым, хотя и ошибочным, является представление о том, что чёрные дыры «всасывают» материю из окрестностей, тогда как на самом деле поглощение ими материи происходит как у любого другого гравитирующего тела, ведь после превращения объекта в чёрную дыру, его гравитационное поле не усилилось. Другое дело, что теперь оно исходит из гораздо меньшего объёма и сильно искривлено. Также это позволяет материи (например,  газу) подходить ближе к центру и достигать высоких скоростей в своём вращении вокруг него. Не менее распространено представление о том, что материя может наблюдаться в чёрной дыре. Это не так. Потенциально может быть обнаружен лишь аккреционный диск вокруг чёрной дыры, в котором материя движется с такой скоростью, что трение создаёт высокоэнергетическое излучение, которое можно наблюдать (когда часть материи вытесняется из аккреционного диска вдоль оси вращения чёрной дыры, образуя видимые струи при взаимодействии с веществом, например межзвёздным газом, или когда ось её вращения оказывается направлена непосредственно в сторону Земли). Более того, удалённый наблюдатель никогда не увидит, что что-то достигнет горизонта. Ему будет казаться, что по мере приближения к чёрной дыре скорость объекта бесконечно уменьшается, в то время как излучаемый объектом свет будет становиться всё более и более красным.
Горизонт событий чёрной дыры является телеологическим по своей природе, а это означает, что нам нужно знать все будущее пространство-время Вселенной, чтобы определить текущее положение горизонта, что по сути невозможно. Из-за чисто теоретической природы границы горизонта событий, движущийся объект не обязательно испытывает странные эффекты и фактически проходит через расчетную границу за конечное собственное время.

## Кажущийся горизонт ускоренной частицы

Пространственно-временная диаграмма, показывающая равномерно ускоренную частицу, P и событие E, которое находится за пределами кажущегося горизонта частицы. Верхняя часть светового конуса события E никогда не пересекается с мировой линией частицы.

Если частица движется с постоянной скоростью в нерасширяющейся вселенной, свободной от гравитационных полей, то любое событие, которое происходит в этой Вселенной, в конечном счёте будет наблюдаться частицей, поскольку световой конус будущего от этих событий пересекает мировую линию частицы. С другой стороны, если частица ускоряется, то в некоторых ситуациях световые конусы от части событий никогда не пересекают мировую линию частицы. В этих условиях в системе отсчёта ускоряющейся частицы присутствует кажущийся горизонт, представляющий собой границу, за которой события ненаблюдаемы.
Пространственно-временная диаграмма этой ситуации показана на рисунке справа. По мере ускорения частицы она приближается, но никогда не достигает скорости света относительно своей исходной системы отсчёта. На диаграмме пространства-времени её путь — это гипербола, которая асимптотически приближается к линии 45 градусов (путь светового луча). Событие, границей светового конуса которого является эта асимптота, или любое событие за этой границей, никогда не может наблюдаться ускоряющейся частицей. В системе отсчёта частицы есть граница, из за которой не могут выйти никакие сигналы (кажущийся горизонт).
Хотя приближения такого типа могут возникать в реальном мире (например, в ускорителе частиц), реальный горизонт событий такого типа не существует, так как это требует частицу, которая должна ускоряться неограниченно долго (требуя бесконечного количества энергии).

## Другие примеры горизонтов событий
- Для наблюдателя, движущегося с постоянным собственным ускорением в пространстве Минковского (его скорость в инерциальной системе отсчёта приближается к скорости света, но не достигает её), существуют два горизонта событий, так называемые горизонты Риндлера (см. координаты Риндлера).
Более того, для ускоренного наблюдателя существует аналог излучения Хокинга — излучение Унру.
- Горизонт событий будущего существует для нас в нашей Вселенной, если верна современная космологическая модель Λ-CDM.
- В акустике также существует конечная скорость распространения взаимодействия — скорость звука, в силу чего математический аппарат и физические следствия акустики и теории относительности становятся аналогичными, а в сверхзвуковых потоках жидкости или газа возникают аналоги горизонтов событий — акустические горизонты.

## Взаимодействие с горизонтом событий
Объекты, направленные к горизонту событий, никогда не пересекают его с точки зрения отправляющего наблюдателя (поскольку световой конус события пересечения горизонта никогда не пересекается с мировой линией наблюдателя). Попытка удержать объект вблизи горизонта в неподвижном относительно наблюдателя состоянии, требует применения огромных сил. Чем ближе к горизонту, тем больше требуется величина такой силы, которая в пределе неограниченно растёт (становится бесконечной).
Для случая горизонта, воспринимаемого равномерно ускоряющимся наблюдателем в пустом пространстве, горизонт остаётся на фиксированном расстоянии от наблюдателя независимо от того, как движется окружение. Изменение ускорения наблюдателя может привести к тому, что горизонт будет смещаться со временем, или может помешать существованию горизонта событий, в зависимости от выбранной функции ускорения. Наблюдатель никогда не прикасается к горизонту и никогда не пересекает его.
Для случая горизонта, воспринимаемого обитателем вселенной де Ситтера, горизонт находится на фиксированном расстоянии от инерциального наблюдателя. С ним никогда не контактирует даже ускоряющий наблюдатель.
Что касается горизонта событий вокруг чёрной дыры, то все удаленные наблюдатели, неподвижные относительно объекта, будут едины в том, каково его местоположение. Хотя в принципе наблюдатель, по-видимому, мог бы переместиться по направлению к чёрной дыре на верёвке (или стержне) непосредственно до ее горизонта, на практике это невозможно. Собственное расстояние до горизонта конечно, поэтому длина требуемой верёвки также была бы конечной, но если верёвку опускать медленно (так, чтобы каждая ее точка находилась в координатах Шварцшильда в состоянии покоя), собственное ускорение (перегрузка), испытываемое точками на верёвке, находящимися ближе к горизонту, будет стремиться к бесконечности, поэтому верёвка разорвётся. Если верёвку опускать быстро (возможно, даже в свободном падении), то ухватившийся за её конец наблюдатель действительно сможет достигнуть горизонта событий и даже пересечь его. Однако вытащить конец верёвки из-за горизонта событий окажется невозможно. Действующие вдоль натянутой верёвки силы будут неограниченно возрастать по мере приближения к горизонту событий, и в какой-то момент верёвка разорвётся. Кроме того, разрыв будет зафиксирован не на горизонте событий, а до него, в точке, в которой сторонний наблюдатель сможет этот разрыв наблюдать.
Наблюдатели, пересекающие горизонт событий чёрной дыры, могут рассчитать момент, когда они пересекли его, но сами они при этом не зафиксируют и не будут наблюдать ничего особенного. В плане визуального представления наблюдатели, падающие в чёрную дыру, воспринимают горизонт событий как непроницаемую чёрную область, находящуюся на некотором расстоянии ниже них и окружающую гравитационную сингулярность. Другие объекты, двигавшиеся к горизонту по той же радиальной траектории, но в более раннее время, находились бы ниже наблюдателя, но всё же выше визуального положения горизонта, и если бы их падение в дыру происходило совсем недавно, наблюдатель мог бы обмениваться сообщениями с ними до того, как те окажутся разрушены в процессе приближения к сингулярности. Единственными локально заметными эффектами являются нарастание приливных сил и влияние сингулярности чёрной дыры. Приливные силы являются функцией массы чёрной дыры. В реальной чёрной дыре звёздной массы спагеттификация происходит рано: приливные силы разрывают материю ещё до достижения горизонта событий. Однако в сверхмассивных чёрных дырах, подобных тем, что находятся в центрах галактик, спагеттификация происходит внутри горизонта событий. Космонавту удастся пережить прохождение через горизонт событий лишь при падении в чёрную дыру с массой, превышающей приблизительно 10 000 солнечных масс.